# Torsten Krol
Torsten Krol (...) è uno scrittore australiano. È autore di undici romanzi:
- Gli uomini delfino (The Dolphin People, 2006) incentrato sulle vicende di due fratelli cresciuti nella Germania nazista e in seguito dispersi nella foresta amazzonica;
- Callisto (Callisto, 2009), satira sulle psicosi anti-terroristiche dell'America post 11 settembre;
- Il libro segreto delle cose sacre (The Secret Book of Sacred Things), 2012, satira di fantascienza post apocalittica attraverso il diario di un'adolescente
- Foreverman, romanzi 1-6, 2018
- Randall Priest, 2018
- Krakbrayn, 2019

La sua biografia non è nota, né tanto meno è mai apparso in pubblico. Il suo editore australiano lo descrive come una sorta di "recluso" volontario, che vive e lavora in totale anonimato e comunica con la propria casa editrice solo tramite posta elettronica. Molti media hanno speculato su quale possa essere la sua reale identità; in particolare il quotidiano neozelandese Sunday Star-Times  e la rete televisiva ABC hanno avanzato l'ipotesi che possa trattarsi di un autore già noto che scrive sotto pseudonimo
.
In Italia tutti i suoi romanzi sono stati pubblicati da ISBN Edizioni.

## Opere
- Gli uomini delfino, ISBN Edizioni, 2009, ISBN 8876381147
- Callisto, ISBN Edizioni, 2009, ISBN 8876380590
- Il libro segreto delle cose sacre, ISBN Edizioni, 2012, ISBN 9788876382055